# 青梅赤塚不二夫会館
青梅赤塚不二夫会館（おうめあかつかふじおかいかん）は、かつて東京都青梅市住江町66に位置していた赤塚不二夫の美術館である。

## 概要
青梅駅周辺商店街は、映画看板（特に昭和の雰囲気がある物）で街おこしすることをモットーとしており、昭和を代表する漫画家であり、青年時代（新潟市在住時代）に映画看板の仕事に携わった経験がある赤塚不二夫（詳細は赤塚不二夫#生い立ちを参照。親族を含め赤塚不二夫と青梅市に縁は特にない）に白羽の矢を立てて、2003年10月18日に開館した。開館に当たっては、赤塚の2番目の妻・赤塚眞知子の尽力があった。建物は、元々明治時代に建てられた土蔵造りの医院だった。
また、開館に合わせてJR青梅駅の発車メロディが2005年3月29日よりひみつのアッコちゃんの主題歌をアレンジしたものに変更されていた。なお、閉館後の2020年3月31日に使用を終了し、汎用の発車メロディに変更されている。
館内は、赤塚のさまざまな写真、赤塚作品のキャラクター（『おそ松くん』、『ひみつのアッコちゃん』、『天才バカボン』）パネルや、生原稿、掲載雑誌などが数多く展示されており、ファンには垂涎の博物館となっていた。また生前可愛がっていた猫の「菊千代」に関するレプリカ（ちなみに菊千代を祀った”バカ田神社”なる小さな神社もある）や漫画家を志すきっかけとなった映画『駅馬車』の看板が飾ってあった（後に外されている）。2008年（平成20年）8月2日に赤塚が死去した際には、臨時の記帳台が設けられ800人が記帳に訪れた。
隣に昭和レトロ商品博物館、はす向かいに昭和幻燈館があり、三館共通券も発売されていた。三館とも横川秀利が館長を務めていた。
2020年（令和2年）に至り、耐震性などについて建物改修の必要が生じたこと、周辺の商店街商店主の高齢化・後継者不足などの管理上の問題が生じ、閉館が決定された。閉館予定日は3月31日で、「昭和の元気をありがとう!!感謝祭」として3月14日より同月末日まで入館料無料で開放し、閉館直前の週末である同月28、29日には「ありがとう感謝Day」として、地元酒造店のコラボ日本酒「天才」の利き酒チャレンジ、「音楽で街ゆかば昭和の薫りライブ」（アッコちゃんズ、朝倉ヨースケ、チンドン芸能社出演）などの企画が予定されていた。しかし、新型コロナウイルス感染症（COVID-19）流行の影響で、「天才」抽選会と写真パネル撮影コーナーのみに縮小、さらに同月25日に東京都より外出自粛要請が出されたことに伴い、繰り上げて27日の閉館となった。

## 施設データ
- 東京都青梅市住江町66

## 沿革
- 2003年（平成15年）10月18日：開館。
- 2008年（平成20年）7月14日：バカボンの旗3本が何者かによって燃やされる事件が発生[4]。
- 2008年（平成20年）8月4日：8月2日に死去した赤塚に対する記帳台が設けられ、800人が記帳に訪れた。
- 2020年（令和2年）3月27日：閉館。

## 交通アクセス
- 東日本旅客鉄道（JR東日本）・青梅線青梅駅より徒歩5分。
- 圏央道青梅ICより車で15分。